# NGC 7806
NGC 7806 (również PGC 112 lub UGC 12911) – galaktyka spiralna (Sb/P), znajdująca się w gwiazdozbiorze Pegaza. Odkrył ją William Herschel 9 października 1790 roku. Oddziałuje grawitacyjnie z sąsiednią NGC 7805, obie te galaktyki stanowią obiekt Arp 112 w Atlasie Osobliwych Galaktyk Haltona Arpa.